# 近江友里恵
近江 友里恵（おうみ ゆりえ、1988年7月26日 - ）は、元NHKアナウンサー。現在は三井不動産開発企画部で勤務（2021年4月現在）。

## 人物
両親の実家がある高知県生まれの東京都育ち。
昭和女子大学附属昭和小学校・昭和女子大学附属昭和中学校・高等学校、早稲田大学政治経済学部政治学科卒業。
2012年、アナウンサーとしてNHKに入局。研修後、熊本放送局に配属された。
2014年春の人事異動で、熊本放送局から福岡放送局へ異動。
2016年春の人事異動で、福岡放送局から東京アナウンス室へ異動（転勤）。同年4月30日放送回より、桑子真帆の後任として『ブラタモリ』のアシスタントを務めた。
2018年3月限りで『ブラタモリ』を降板。NHKを退職した有働由美子の後任として『あさイチ』のメイン司会に就任。
2021年2月10日、同年3月末を以て同局を退職することと、それに伴い『あさイチ』の司会を降板することが同局から発表された。後任は産休から2年ぶりの復帰となる鈴木奈穂子が務める。その後3月1日になり、『あさイチ』番組内で後任の鈴木を紹介した際、有給休暇取得のため、自身の同番組出演最終日が3月5日となることを併せて発表した。
2021年3月5日、『あさイチ』最後の出演の際には、視聴者から近江に関するFAXが1,000通以上番組に届いた。番組最後に、4月以降はフリーアナウンサーには転身せずにマスコミ業界から完全に身を引き、街作りの仕事に関わることになったことを本人が発表。「これまで、もともと建物を見るのも好きだったんですけど、『ブラタモリ』で全国各地を歩かせていただいた経験や災害報道の現場で防災や減災とかを学ばせていただいたことを役立てられると思う。なにより『あさイチ』でたくさんの生活の知恵を学ばせていただいた。そういうものを生かしていい街を作って、みなさんに恩返ししたい」とNHKでの経験をフル活用することを約束した。
2021年4月1日付で三井不動産の社員へ転身したことを毎日新聞のインタビューにて明らかにした。所属は「開発企画部」。

## 嗜好・挿話
- 小学生の頃には、両親の実家がある高知県へ帰省した際、肌が真っ黒に日焼けするまで遊んでいた[8]。
- 小学5年生から高校2年生まで、読売新聞の「ジュニア記者」としても活動しており、1度目の引退直後の伊達公子へのインタビューや、シベリア抑留に関する記事執筆の経験がある[19][20]。
- 「もともと人前で話す事が苦手、というか嫌い」だったが、中学校時代に放送部で司会を担当するうちに、アナウンサーという職業を意識するようになる[20][21]。
- 2002年、14歳の時、『ためしてガッテン』テーマ「浮腫」の回で、長い時間座ると足は浮腫むのか？という実験として10代から60代まで36人が集合し、浮腫の実験を行った際、「お友達が、ためしてガッテンが協力してくれる人を探していると。行きたい、テレビ局に行ってみたいと」と友達の誘いで収録に参加したことがある[22]。
- 2005年、高等学校在学中、「第52回NHK杯全国高校放送コンテスト」（2005年度）に出場し、アナウンス部門で入選を果たしている[23]。
- 早稲田大学時代にはテレビ朝日アスクに通い[24]、朝日ニュースターの『ニュース解説 眼』にアシスタントとして出演している。「第25回NHK全国大学放送コンテスト」アナウンス部門第1位。
- 早稲田大学の応援歌「紺碧の空」が好きで、2008年、大学1年生の時に早大応援部に入りチアリーダーをしていたが、多忙のため学業との両立が難しくなり1年で退部した[注釈 1]。「紺碧の空」はフルコーラス（2番まで）歌えるという[25]。「紺碧の空」の作曲者・古関裕而をモデルにした連続テレビ小説『エール』放映直後の『あさイチ』でそれを明かした後、番組公式のインスタグラムで応援の掛け声と振りの一部を披露した[26][27]。後日、同番組のゲストで慶應義塾大学出身の関美和と互いの大学の応援歌を熱唱し合い、さながら“早慶戦”も演じてみせた[28][29]。
- 大学2年生の時に学内の機関誌『早稲田ウィークリー』の読者モニターをしていた[30]。さらに4年次には、大学生対象のリーダー養成事業SIFE（現 Enactus）に参加していた[31][32]。政経学部教授の縣公一郎による「公共政策研究ゼミナール」（通称 縣ゼミ、PPRS）では副幹事長を務め、「スポーツとまちづくり」をテーマに研究していた[33]。しかし、アナウンススクールにいる他の受講者は「キラキラした人たちばっかりで『自分とは違う世界の人だ』」と感じており、アナウンサーという仕事に限定するのではなく、幅広い業種に視野を広げて就職活動することにした。唯一、NHKのアナウンサーについては「取材をして制作をして編集をして、そして最後に自分の言葉で伝えることができる。その姿は、これまで私が充実感を覚え、楽しいと思えたジュニア記者時代の体験と放送部時代の体験に通じるものを感じた。」ため、アナウンサー試験はNHKのみ、もしダメだったらアナウンサーの道はあきらめて違う道に進もう、という気持ちで受験し合格[20]。
- 2015年から担当した『ロクいち!福岡』を一緒に担当した井上二郎から、「放送に臨む姿勢」を教わったと述べている[20]。
- 愛車は四輪駆動車である[34]。
- 2017年頃にウクレレを買ったものの、3年ほどほとんど触っていなかったが、2020年4月の『あさイチ』の企画でウクレレの練習をし、「明日があるさ」を弾き語るところが公式インスタグラムで披露された[35]。
- マフラーの巻き方は2つに折って片方の穴に通す、女子高生の巻き方から特に変化しておらず、ダサいのが悩みだという[36]。
- 壇蜜と小中高時代同窓であったことを2019年1月31日放送の『あさイチ』で明かし、2019年2月7日の放送で念願の対面を果たした[37]。
- 2021年2月18日放送の『あさイチ』で、博多大吉と近江友里恵アナウンサーが、出演中の三上弥アナウンサーを「ミスターNHK」と呼んだ[38]。

## NHKアナウンサー在職時代の担当番組

### 熊本放送局時代（2012年度 - 2013年度）
- 土曜スタジオパーク（2012年5月19日） - 新人お披露目[注釈 2]
- ゆうどきネットワーク（2012年9月25日） - 「行ってみたい!」コーナーリポーター[39]
- 高専ロボコン（2012年12月16日） - 九州沖縄地区代表応援リポーター
- 着信御礼!ケータイ大喜利（2013年1月19日）
- のど自慢チャンピオン大会（2013年3月2日） - 客席インタビュアー
- 情報まるごと（2013年4月26日） - 復元工事中の熊本城から中継
- きん☆すた（2013年5月） - 「ガレッジセールのスゴ旅 熊本編」[40]
- FIFAコンフェデレーションズカップ2013（2013年6月） - スタジオ司会
- 全国高校野球熊本大会 - 実況（2013年7月16日）
- 第95回全国高等学校野球選手権大会（2013年8月） - アルプスリポーター
- あさイチ（2013年11月28日） - 「JAPA-NAVI 熊本・小国町」ナビゲーター
- なわとびかっとび王選手権2013（2013年12月30日） - 福岡会場リポーター
- 情報まるごと（2014年1月23日） - 熊本のカーリングクラブをリポート

### 福岡放送局時代（2014年度 - 2015年度）
- おはサタ! キャスター（2014年4月4日 - 2015年3月28日）
- 爆笑シャットアウト!（2014年4月3日 - 8月24日 、NHK総合）
- 福岡放送局コールサインアナウンス
- NHKニュースおはよう日本

平日5:00 - 6:25（2014年9月1日 - 5日、2015年1月5日 - 9日、13日 - 16日）
（いずれも鈴木奈穂子の休暇に伴い、寺門亜衣子が6:30 - 7:45時間枠の代理を務めたことによる代理キャスター）
土曜日6:00 - 7:30【全国版】、7:30 - 8:00【関東甲信越】（2015年1月17日）
（和久田麻由子が阪神・淡路大震災20年報道で神戸市から中継を務めたことによる代理キャスター）
- ロクいち!福岡 キャスター（2015年3月30日 - 2016年2月26日）
- NHKニュース - 井上二郎と交互に出演
  - 平日11:30 - 11:35 九州・沖縄地域ニュース枠
  - 平日12:15 - 12:20 福岡ローカル枠
  - 平日15:07 - 15:12 九州・沖縄地域ニュース枠

### 東京アナウンス室（2016年度 - 2020年度）
- ブラタモリ（2016年4月30日 - 2018年3月24日） - アシスタント
- NHKニュースおはよう日本
  - まちかど情報室（2016年4月11日 - 2017年3月31日） - 新井秀和と隔週交代
  - キャスター（5:00 - 6:00）（2017年4月10日 - 2018年3月30日） - 赤木野々花と隔週交代
  - ラジオニュース（10:00、11:00） - 隔週
- 2016年4月の熊本地震発生直後、勤務経験のある熊本局に応援で派遣され、災害情報を中心にローカルニュースを担当
- ニュースウオッチ9（2016年7月12日 - 22日） - 田中泉夏期休暇に伴う代理フィールドリポーター
- SONGS 「GReeeeN〜僕たちの“キセキ”」（2016年12月8日）
- NHKニュース（2016年12月29日 - 2017年1月1日）
- 「ひよっこ1週間/5分でひよっこ」（2017年4月9日 - 10月1日） - ナレーター
- NHKニュースおはよう日本（2016年8月15日 - 19日・2017年9月19日 - 29日・2018年1月29日 - 2月2日） - 和久田麻由子の休暇に伴う代理キャスター
- さわやか自然百景（2017年4月16日 - 2018年5月13日） - ナレーター
- 第48回衆議院議員総選挙開票速報（2017年10月22日） - 比例代表担当
- NHKスペシャル『徹底討論 政治の行方は 日本の針路は』（2017年10月23日）
- これぞ未知の映像体験！4K・8K放送 あと1年でスタート！（2017年12月2日） - 進行役
- ゆく年くる年（2017年12月31日 - 2018年1月1日） - リポート
- 究極ガイドTV 2時間でまわる伊勢神宮（2018年1月1日） - ナレーション
- 一本の道「地中海“文明の十字路”を歩く〜イタリア・シチリア島〜」（2018年3月20日）
- 草彅剛の”ニュースな街に住んでみた” 韓国・ソウル（2018年3月29日） - ナレーション
- あさイチ（2018年4月2日 - 2021年3月5日） - メイン司会[13][41]
- さわやか自然百景 - ナレーション（不定期）
- 超実践！ 発達障害 困りごととのつきあい方（2018年4月30日）
- ザ・プレミアム 行くぞ！最果て！ 秘境×鉄道（BSプレミアム） - 語り
  - アラスカ 氷河と大森林（2018年8月18日）[42]
  - アフリカ・ポレポレ列車（2018年10月27日）[43]
  - モンゴル 絶景列車（2018年12月29日）[44]
  - ボリビア ジャングル列車（2019年2月9日）[45]
  - インドネシア・ほのぼの列車（2019年7月6日）[46]
  - マダガスカル スマイル列車（2020年1月11日）[47]
  - ミャンマー 思いやり列車 (2020年5月30日) [48]
- NHKスペシャル『空から見る 昭和 平成 そして未来』（2019年1月1日）
- NHKスペシャル『“隠れ脂肪肝”が危ない』（2019年3月24日）
- ゆく時代くる時代〜平成最後の日スペシャル〜（2019年4月30日）
- ガッテン!『夏休みSP! プロも唸（うな）る食と健康の究極ワザ大連発！』（2019年8月7日） - 司会[49]
- NHKスペシャル『食の起源』（2019年11月24日、12月15日、2020年1月12日、2月2日、2月23日） - 司会
- こころの時代〜宗教・人生〜 セレクション（2020年5月7日 - 6月11日、Eテレ） - ナビゲーター
- あたらしいテレビ2021（2021年1月1日） - 司会
- にっぽん雑煮ジャーニー！（2021年1月2日、Eテレ）

## 同期のアナウンサー
- 千葉美乃梨
- 松苗竜太郎（退職）
- 中村信博
- 南波雅俊（退職・現：TBSテレビアナウンサー）
- 武本大樹
- 池間昌人
- 木花牧雄
- 花田宗佑（退職）
- 渡辺健太
- 黒住駿
- 鈴木崇広（退職・テレビ埼玉契約アナウンサー→落語家）